# Henk Faanhof
Hendrikus Jacobus "Henk" Faanhof (29 de agosto e 1922 — 27 de janeiro de 2015) foi um ciclista profissional holandês. Faanhof venceu uma etapa do Tour de France 1954. Em 1947 Faanhof foi desclassificado no Campeonato dos Países Baixos de Ciclismo em Estrada, depois de mudar de bicicletas com um companheiro de equipe. A regra que não eram permitidas alterações de bicicletas era nova e Faanhof não sabia sobre isso. Competiu em três provas de estrada e pista nos Jogos Olímpicos de Londres 1948. Faanhof morreu em Amsterdã, no dia 27 de janeiro de 2015, aos 92 anos, menos de uma semana antes de dois outros membros compatriotas da perseguição por equipes, Gerrit Voorting e Joop Harmans.